# Arca (editorial)
Arca es una empresa editorial uruguaya fundada a principios de la década de 1960.

## Historia
La editorial fue fundada en 1962 cuando José Pedro Díaz, el cual provenía de una familia de impresores, compró junto a los hermanos Ángel y Germán Rama una pequeña imprenta ubicada en la calle Vilardebó de Montevideo. Con ella comenzaron a editar varios títulos de corte académico.
A partir de los primeros volúmenes editados en ese período, el trabajo en la editorial se repartió entre Ángel Rama y José Pedro Díaz dedicados al área literaria y Germán Rama encargado del área de sociología e historia.